# Percy Jackson and the Olympians (sèrie de televisió)
Percy Jackson and the Olympians és una sèrie de televisió fantàstica estatunidenca creada per Rick Riordan i Jonathan E. Steinberg per la plataforma Disney+ i basada en la sèrie de llibres del mateix nom escrita per Riordan. Walker Scobell protagonitza la sèrie en el paper de Percy Jackson i és acompanyat per Leah Sava Jeffries i Aryan Simhadri.
La primera temporada de la sèrie va ser estrenada el 19 de desembre de 2023 a Disney+ i va constar de vuit episodis. La temporada va rebre bones crítiques, que van destacar la fidelitat als llibres, la construcció del món de Percy Jackson i les actuacions del repartiment.
El febrer de 2024, la sèrie va ser renovada per una segona temporada.

## Premissa
Percy Jackson, un semideu de dotze anys, és acusat pel déu grec Zeus d'haver robat el seu Llamp i haurà de trobar-lo per tal de retornar l'ordre a l'Olimp.

## Repartiment i personatges

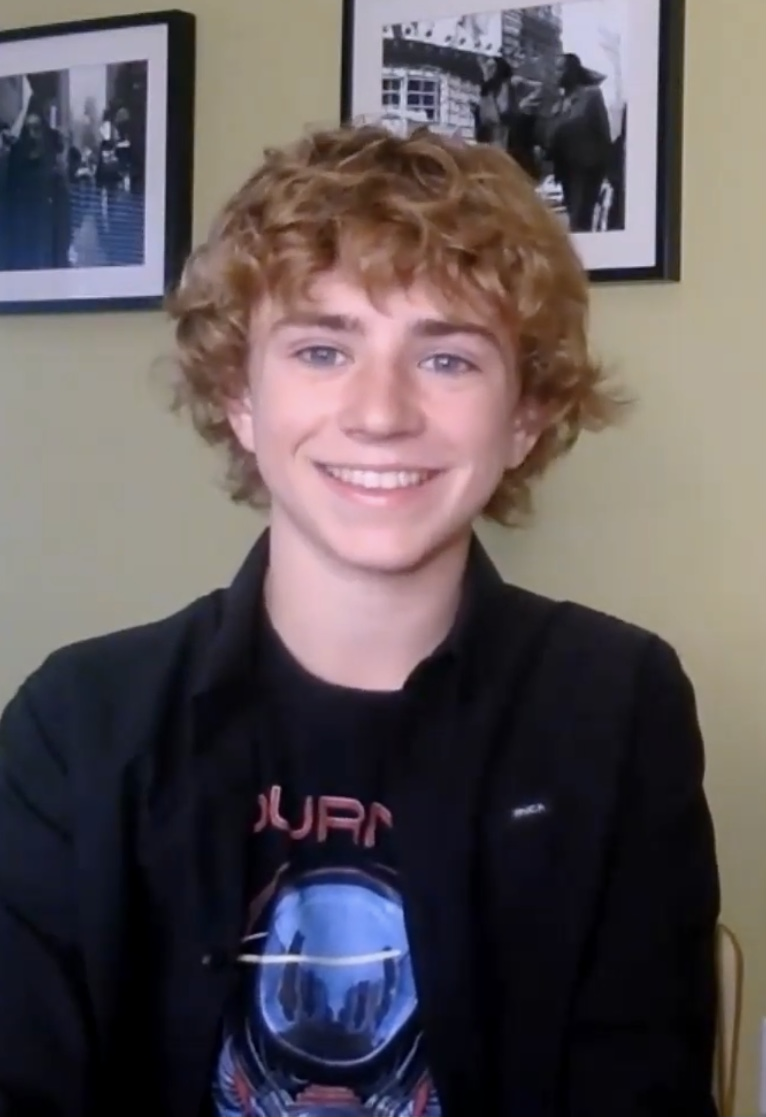
Walker Scobell, qui interpreta a Percy Jackson.

### Principals
- Walker Scobell com a Percy Jackson, un jove semideu i fill de Posidó.[3]
  - Azriel Dalman interpreta a Percy de més petit.[4]
- Leah Sava Jeffries com a Annabeth Chase, la filla d'Atena que porta cinc anys entrenant als Campament Half-Blood.[5][6]
- Aryan Simhadri com a Grover Underwood, el millor amic d'en Percy i un sàtir camuflat com a un noi de dotze anys.[5][6]

### Recurrents
- Virginia Kull com a Sally Jackson, la mare d'en Percy.[7][8]
- Glynn Turman com a Chiron / Sr. Brunner, un centaure camuflat com el professor de llatí d'en Percy.[7]
- Jason Mantzoukas com a Dionís / Sr. D, el déu del vi i el director del Campament Half-Blood.[7][8]
- Megan Mullally com a Alecto / Sra. Dodds, la professora de matemàtiques d'en Percy que, secretament, serveix a Hades com a una de les tres Fúries.[7][8]
- Timm Sharp com a Gabe Ugliano, el marit de la Sally i el padrastre d'en Percy.[7][8]
- Dior Goodjohn com a Clarisse La Rue, al filla d'Ares que fa bullying a en Percy.[9][10]
- Charlie Bushnell com a Luke Castellan, el fill d'Hermes i l'orientador de la casa d'Hermes.[9][10]
- Andrew Alvarez com a Chris Rodriguez, el fill d'Hermes i el germà d'en Luke.[9]
- Adam Copeland com a Ares, el déu de la guerra.[11]
- Nick Boraine com a Cronos,[a] el rei dels Titans que apareix com una veu en els somnis d'en Percy.[12]

### Convidats
- Manoj Sood com el director de segon de primària d'en Percy.[13]
- Olivea Morton com a Nancy Bobofit, una noia de la classe d'en Percy i que li fa bullying.[9][10]
- Hiro Kanagawa com el director de l'Acadèmia Yancy, a la que Percy atén.[13]
- Threnody Tsai com a Sarah, una semidéu que utilitza cadires de rodes i una gran arquera.[14]
- Kathleen Duborg com a Helena, una dríada i una figura maternal per Grover.[14]
- Jason Gray-Stanford com a Maron.[13]
- Garfield Wilson com a Leneus.[13]
- Jennifer Shirley com a Pítia, l'Oracle de Delfos. El seu cos momificat es troba al Campament Half Blood.[13]
- Sara J. Southey com a Tisífone, membre de les Eumènides.[13]
- Jessica Parker Kennedy com a Medusa, una Gòrgona que viu en la soledat i que té un passat amb el pare d'en Percy.[11][15]
- Suzanne Cryer com a Equidna, la Mare dels monstres.[11][16]
- Jelena Milinovic com a Eudora, una Nereide que treballa per Posidó.[13]
- Cindy Piper com a Cloto, una de les tres Moires, les deesses del destí. Ella és la que teixeix el fil de vida d'una persona.[17]
- La Nein Harrison com a Làquesis, la segona de les tres Moires. Ella és la que mesura el fil de vida d'una persona.[17]
- Joyce Robbins com a Àtropos, una de les tres Moires. Ella és la que tall del fil de vida d'una persona.[17]
- Timothy Omundson com a Hefest, el déu dels ferrers.[18]
- Lin-Manuel Miranda com a Hermes,[b] el missatger dels déus i el déu dels lladres i viatgers.[19][20]
- Ted Dykstra com a Augustus, un sàtir més gran i un company d'en Grover.[21]
- Julian Richings com a Procust, un fill de Posidó, el germanastre d'en Percy i un venedor de llits d'aigua. Anteriorment, Richings havia interpretat a Caront a la pel·lícula Percy Jackson & the Olympians: The Lightning Thief (2010).[22][23]
- Travis Woloshyn com a Charon[24]
- Jay Duplass com a Hades, el déu de l'Inframon.[18][22]
- Toby Stephens com a Posidó, el pare d'en Percy i el déu dels oceans.[25]
- Lance Reddick com a Zeus, el déu dels Olímpics i a qui li han robat el llamp.[25][c]

L'autor de la sèrie, Rick Riordan, fa una aparició cameo en el paper d'un professor a l'oficina del director de l'Acadèmia Yancy i com una de les estàtues al jardí de Medusa.

## Episodis
| Núm. | Títol                                            | Direcció        | Guió                                 | Data d'emissió original |
| --- | ------------------------------------------------ | --------------- | ------------------------------------ | ----------------------- |
| 1 | «I Accidentally Vaporize My Pre-Algebra Teacher» | James Bobin     | Rick Riordan & Jonathan E. Steinberg | 19 de desembre de 2023  |
| L'adolescent de 12 anys, Percy Jackson, va d'excursió al Metropolitan Museum of Art, on el Sr. Brunner, el seu professor de llatí, li dona una espasa en forma de bolígraf. Per accident, en Percy empeny a la Nancy Bobofit, una noia que l'assetja, a una font d'aigua, cridant l'atenció de la professor d'àlgebra, la Sra. Dodds, qui es revela com a Alecto, una de les Fúries. Sense voler, en Percy vaporitza a Alecto amb l'espasa, però després veu que tothom ha oblidat a la professora. Per aquesta acció, Percy és expulsat de l'escola i retorna a casa del seu padrastre, Gabe Ugliano, i la seva mare Sally Jackson. La Sally s'emporta en Percy a la seva cabina de Montauk, Nova York, on la Sally explica al seu fill que els déus grecs i els monstres són reals. Grover Underwood, l'amic d'en Percy de l'escola que revela sense voler, que és un sàtir, arriba i diu a la Sally que han de traslladar a en Percy al Campament Half-Blood. Durant el camí, els tres són atacats per un Minotaure i, aparentment, aquest mata a la mare d'en Percy, fet que causa que, en un atac d'ira, en Percy mati a la criatura i li trenca la banya. Abans d'arribar al campament es desmaia i Quiró, un Centaure, li dona la benvinguda. |                                                  |                 |                                      |                         |
| 2 | «I Become Supreme Lord of the Bathroom»          | James Bobin     | Rick Riordan & Jonathan E. Steinberg | 19 de desembre de 2023  |
| En Percy es desperta a la infermeria del campament. Coneix al Sr. D, el director del campament i descobreix que el Sr. Brunner és realment en Quiró. Quiró ordena a en Percy a quedar-se a la cabanya d'Hermes fins que el seu pare, un déu, el clami. En Percy coneix a varis companys, entre ells en Luke Castellan i la Clarisse La Rue. Aquesta última, juntament amb les seves amigues, intenta posar el cap d'en Percy a un lavabo, però aquest, sense saber-ho, repela l'atac amb els seus poders. Annabeth Chase, una altra noia del campament, recluta en Percy per intentar guanyar el joc d'atrapar la bandera. En Luke explica a en Percy com ell i la Thalia Grace van reclutar a l'Annabeth per anar al campament, però només l'Annabeth hi va arribar. El joc d'atrapar la bandera comença i en Percy repela l'atac fet per la Clarissa i les seves amigues. Després que el seu equip es fa amb la victòria, l'Annabeth empeny a en Percy al llac. L'aigua cura les ferides d'en Percy i aquest és reclamat per Posidó, per sorpresa de molts del campament. Poc després, a Percy se l'informa que Zeus l'ha acusat de robar el seu Llamp i que una guerra començarà en una setmana. Quan en Grover diu a en Percy que la Sally encara està viva, en Percy decideix embarcar-se a la cerca del Llamp. |                                                  |                 |                                      |                         |
| 3 | «We Visit the Garden Gnome Emporium»             | Anders Engström | Rick Riordan & Jonathan E. Steinberg | 26 de desembre de 2023  |
| En Percy rep la profecia de l'Pítia, l'Oracle de Delfi, qui sembla confirmar que el Llamp es troba a l'inframon, situat sota Los Angeles, amb Hades. Chiron demana a Percy que triï dos acompanyants per la missió i tria a l'Annabeth i a en Grover. Abans de marxar, en Percy rep un parell de sabates amb ales de part d'en Luke. Els tres joves comencen la missió de travessar el país amb bus, on són atacats per Alecto i per Tisífone a Nova Jersey. Aconsegueixen escapar i troben la casa de Medusa. Aquesta intenta convèncer a en Percy que ella no és un monstre, sinó que una víctima dels altres déus i li demana que traeixi als seus amics i, a canvi, ella l'ajudarà a salvar la seva mare. Els tres formen un pla per decapitar a Medusa i, utilitzen el cap d'ella per petrificar a Alecto. Després d'una desacords amb l'Annabeth i en Grover, en Percy revela que la profecia va dir que seria traït per una amic. En Percy decideix enviar el capo de Medusa al Mont Olimp. |                                                  |                 |                                      |                         |
| 4 | «I Plunge to My Death»                           | Anders Engström | Rick Riordan & Jonathan E. Steinberg | 2 de gener de 2024      |
| En Percy, l'Annabeth i en Grover continuen direcció a l'oest amb tren. El dia següent, descobreixen que algú ha rebuscat a la seva cabina; es revela que ha estat Equidna, qui està entrenant a un jove Quimera que enverina a en Percy. Quan el tren arriba a St. Louis, els trio busca refugi dins el Gateway Arch, doncs és un monument dedicat a Atena. Allà, en Percy, a causa del verí, cada vegada està en pitjor estat i l'Annabeth decideix portar-lo a dalt de tot de l'Arc per demanar ajuda a Atena. L'Annabeth descobreix que Atena, avergonyida de l'arribada del cap de Medusa al Mont Olimp, ha deixat entrar a Equidna i al Quimera a l'Arc. En Percy decideix quedar-se enrere per donar una oportunitat als seus companys a escapar. Després d'una derrota en contra el Quimera, en Percy cau de l'Arc directe al terra, però una tromba creada per Posidó el porta cap al Riu Mississipi. A l'aigua, Percy es troba una nereida, que l'ajuda a veure que pot respirar sota l'aigua. |                                                  |                 |                                      |                         |
| 5 | «A God Buys Us Cheeseburgers»                    | Jet Wilkinson   | Rick Riordan & Jonathan E. Steinberg | 9 de gener de 2024      |
| En Grover i l'Annabeth es reuneixen amb en Percy i aquest els diu que s'han de trobar amb Posidó a Santa Monica. El trio descobreix que s'han convertit en criminals buscats a causa del què va passar al tren i a l'Arc. Durant el camí, es troben a Ares, qui els ofereix ajuda si en Percy i l'Annabeth aconsegueixen el seu escut a Waterland. Aconsegueixen la missió, però en Percy ha de quedar atrapat al tron d'or d'Hefest per tal que l'escut quedi alliberat. L'Annabeth convenç a Hefest perquè alliberi a Percy. Ares dona al trio una maleta amb provisions i els porta a un camió direcció a Las Vegas, on podran rebre ajuda d'Hermes. En Grover diu a en Percy i a l'Annabeth que, després de la conversa amb Ares, sap qui ha robat el Llamp. |                                                  |                 |                                      |                         |
| 6 | «We Take a Zebra to Vegas»                       | Jet Wilkinson   | Rick Riordan & Jonathan E. Steinberg | 16 de gener de 2024     |
| En un somni, en Percy escolta una conversa on una veu misteriosa, presentada com el director de l'Acadèmia Yancy, parla sobre el lladre del Llamp. El trio arriba a Las Vegas i informen a en Luke que la Clarisse potser és qui ha robat el Llamp. A l'Hotel Lotus i al Casino, en Grover es troba un amic de la família que li diu que ha trobat a Pan i en Percy i l'Annabeth troben a Hermes, qui no vol ajudar-los. Els dos descobreixen que han estat dins del casino durant dies a causa que l'aire de dins del casino conté fruita de Lotus. Després de reunir-se amb en Grover, troben el cotxe d'Hermes i les instruccions per arribar a l'Inframon que els ha deixat. Amb el cotxe, arriben a Santa Monica Beach. A través d'una Nereida, en Percy descobreix que la data límit per complir la missió s'ha acabat i que el seu pare ha marxat per preparar-se per la guerra. En Percy jura que continuarà la seva missió i li dona quatre perles per escapar de l'Inframon. |                                                  |                 |                                      |                         |
| 7 | «We Find Out the Truth, Sort Of»                 | Anders Engström | Rick Riordan & Jonathan E. Steinberg | 23 de gener de 2024     |
| En un flashback, la Sally porta a en Percy a una nova escola. Preocupada a causa que en Percy està patint amb l'abandonament i perquè està començant a veure criatures mitològiques, la Sally contacta amb en Posidó, qui la dissuadeix de portar a en Percy al Campament Half-Blood perquè així pugui formar la seva pròpia identitat. En el present, en Percy s'enfronta a Procust i aconsegueix accés a un passatge secret per arribar a l'Inframon. El trio es troba a Caront qui invoca a Cèrber. L'Annabeth aconsegueix controlar la criatura i poden escapar, però en Grover descobreix que ha perdut la seva perla. Al Prat de l'Asfòdel, l'Annabeth queda encallada i ha d'utilitzar la seva perla. Després d'arribar a Tàrtar, en Percy descobreix que a dins la maleta que li han regalat, hi ha el Llamp. En Percy i en Grover avancen fins al Palau d'Hades i aquest ofereix retornar la Sally a canvi que en Percy li retorni l'Elm d'Hades, que també va estar robat. En Percy s'adona que Cronos va organitzar els robatoris a causa de la rancor de fa temps que té en contra els seus fills. Hades els ofereix protecció a canvi del Llamp, però en Percy refusa, però no ho fa sense prometre que recuperarà l'Elm. Els dos utilitzen les seves perles i aquestes els porten a Montauk, on es retroben amb l'Annabeth abans que Ares se'ls enfronti. |                                                  |                 |                                      |                         |
| 8 | «The Prophecy Comes True»                        | Jet Wilkinson   | Rick Riordan & Jonathan E. Steinberg | 30 de gener de 2024     |
| En Percy desafia a Ares a un duel i el primer que faci sagnar a l'altre guanya el Llamp i l'Elm. Després d'invocar una onada, en Percy guanya a Ares, qui marxa prometent a Percy que ha fet un enemic de per vida. En Percy retorna l'Elm a Alecto i li demana que digui a Hades de complir el seu pacte. En Percy viatja fins a l'Olimp, que es troba a dalt de tot de l'Empire State Building, i retorna el Llamp a Zeus, qui pretén continuar la guerra. Quan Zeus és a punt d'atacar a en Percy, Posidó es rendeix i els dos pacten que informaran del perill de Cronos al consell. Després que Posidó enviï al seu fill de tornada al Campament Half-Blood, en Percy s'adona i després acusa a en Luke de ser el lladre, doncs va ser ell qui li va donar les sabates maleïdes. Quan en Percy confirma les seves sospites i en Luke l'intenta reclutar, en Luke el venç en una batalla, però després que l'Annabeth reveli que ha escoltat tota la conversa, en Luke escapa. A l'últim dia, en Percy marxa per reunir-se amb la Sally, l'Annabethh marxa per tornar a connectar amb la seva família i en Grover marxa per trobar en Pan. Els tres prometen que es retrobaran al cap d'un any. En un somni, Cronos diu a en Percy que ell és la clau pel seu retorn. A l'escena d'entremig de crèdits, en Gabe intenta aconseguir l'ajuda d'un advocat perquè l'ajudi amb el divorci amb la Sally, quan descobreix que el pany del pis ha estat canviat. A la porta troba el paquet retornat que conté el cap de Medusa, l'obre i queda petrificat. |                                                  |                 |                                      |                         |

## Producció

### Desenvolupament
El novembre de 2018, Rick Riordan va dir que creia que no tindria control creatiu si Disney fes un reboot de la sèrie de novel·les de Percy Jackson, similar a l'experiència que Riordan tingué amb les pel·lícules de Percy Jackson que 20th Century Studios desenvolupà. El desembre del següent any, Riordan va presentar una adaptació de les novel·les a The Walt Disney Company, companyia que havia adquirit Fox el març d'aquell mateix any. A març de 2020, una sèrie de Disney+ basada en Percy Jackson estava en creació, amb la primera temporada sent una adaptació del primer llibre de la sèrie, The Lightning Thief. El març de 2021, Riordan va revelar que la cerca del repartiment i de directors ja havia començat i a l'octubre del mateix any es va anunciar que James Bobin dirigiria el primer episodi de la sèrie. El juliol de 2021, es van anunciar a Jonathan E. Steinberg i Dan Shotz com a showrunners.
El gener de 2022, la sèrie va rebre llum verda, amb Disney Branded Television, 20th Television i el Gotham Group produint la sèrie. Steinberg, Shotz, Bobin i Riordan, juntament amb Rebecca Riordan, Bert Salke, Monica Owusu-Breen, Jim Rowe, Anders Engström, Jet Wilkinson, Ellen Goldsmith-Vein, Jeremy Bell i D. J. Goldberg varen ser anunciats com a productors executius. El setembre, Riordan anuncià que Engström seria el director del tercer i quart episodi i que Wilkinson dirigiria el cinquè i sisè.
El febrer de 2024, la sèrie va ser renovada per una segona temporada.

### Guió
El març de 2021, esborranys del guió del primer episodi de la sèrie estaven sent repassats. El mes següent, va ser anunciat que Steinberg, juntament amb Riordan, seria coguionista i productor executiu de l'episodi pilot. El mateix dia, Monica Owusu-Breen, Daphne Olive, Stewart Strandberg, Zoë Neary, Joe Tracz i Xavier Stiles s'uniren com a guionistes. Cada temporada de la sèrie serà l'adaptació d'un llibre de la sèrie, amb la primera temporada essent la del primer llibre The Lightning Thief. També hi hagué plans d'adaptar material addicional de la sèrie per la sèrie de televisió. La primera temporada tindria un total de vuit episodis.
El guió per una segona temporada va començar a escriure's el març de 2023, però Riordan avisà que la temporada encara havia de rebre la llum verda en aquell moment.

### Càsting
Els càstings preliminars per la primera temporada, van començar a l'abril de 2021. El gener de 2022, Walker Scobell va ser escollit per interpretar a Percy Jackson i, l'abril del mateix any, es va anunciar públicament. El mes següent, s'anuncià que Leah Sava Jeffries i Aryan Simhadri interpretarien a Annabeth Chase i Grover Underwood, respectivament. El càsting de Jeffries va rebre crítiques, doncs el seu personatge, a les novel·les, no és de raça negra.
El juny de 2022, Virginia Kull, Glynn Turman, Jason Mantzoukas, Megan Mullally i Timm Sharp varen ser anunciats en els papers recurrents de Sally Jackson, Quiró, Dionís, Alecto i Gabe Ugliano, respectivament. El mateix mes, Dior Goodjohn i Charlie Bushnell es van unir el repartiment per interpretar a Clarisse La Rue i Luke Castellan; i Olivea Morton també es va unir com a convidada en el paper de Nancy Bobofit. A l'octubre, Adam Copeland va ser escollit per interpretar a Ares i Suzzane Cryer i Jessica Parker Kennedy varen ser anunciades pels papers d'Equidna i Medusa, respectivament. El novembre, es va anunciar que Lin-Manuel Miranda, Jay Duplass i Timothy Omundson apareixerien com a convidats en els papers d'Hermes, Hades i Hefest. El gener de 2023, es va revelar que els personatges de Zeus i Posidó serien interpretats per Lance Reddick i Toby Stephens. El març d'aquell mateix any, es va anunciar que Jason Gray-Stanford s'havia unit al repartiment però no es va anunciar el paper, que més tard es revelaria com a Maró.

### Rodatge
El rodatge principal tingué inici el 2 de juny de 2022, a Vancouver, Colúmbia Britànica (Canadà), sota el títol de producció Mink Golden. i acabà el 2 de febrer de 2023.

### Música
A l'octubre de 2023, Bear McCreary ja havia escrit música per la sèrie, després d'haver treballat amb Steinberg i Shotz a les sèries Human Target, Black Sails i See. Membres de la companyia de música de Sparks & Shadows, de qui McCreary en va ser el fundador, varen estar involucrats. La publicació digital de la banda sonora va ser el 22 desembre i va estar a mans de Hollywood Records.
| 1.            | «Percy Jackson and the Olympians»        | 5:11    |
| 2.            | «Perseus»                                | 4:22    |
| 3.            | «The Minotaur»                           | 4:53    |
| 4.            | «Camp Half-Blood»                        | 6:44    |
| 5.            | «Aunty Em»                               | 2:44    |
| 6.            | «The Mother of Monsters»                 | 2:57    |
| 7.            | «Chimera»                                | 2:52    |
| 8.            | «The Tunnel of Love»                     | 3:02    |
| 9.            | «A Zebra in Vegas»                       | 3:10    |
| 10.           | «Spirit of the Sea»                      | 3:54    |
| 11.           | «The Fields of Asphodel»                 | 2:21    |
| 12.           | «Lord of the Dead»                       | 2:58    |
| 13.           | «Poseidon»                               | 5:13    |
| 14.           | «Olympus»                                | 3:52    |
| 15.           | «The Lightning Thief»                    | 3:38    |
| 16.           | «The Sea Does Not Like to Be Restrained» | 5:33    |
| Durada total: | Durada total:                            | 1:03:24 |

## Màrqueting
Un teaser de la sèrie va ser projectat durant la D23 Expo del setembre de 2022. Un segon teaser de la primera temporada va ser publicat el 19 de setembre de 2023. El tràiler va ser publicat el 16 de novembre i va ser vist per 84.3 milions de persones durant els deu primers dies.

## Estrena
La primera temporada va ser estrenada a Disney+ el 19 de desembre de 2023, un dia abans del que estava previst. La sèrie, de vuit episodis, va estrenar un episodi cada setmana, fins al 30 de gener de 2024. Després de l'estrena de l'episodi final de la primera temporada, es va publicar, també a Disney+, un documental sobre la creació de la sèrie titulat A Hero's Journey: The Making of Percy Jackson and the Olympians.
El 13 de desembre de 2023, es va anunciar que el primer episodi estaria disponible a Hulu entre el 20 de desembre i el 31 de gener de 2024.

## Recepció

### Audiència
El desembre de 2023, Disney va anunciar que, en els primers sis dies, 13.3 milions d'espectadors van veure el primer episodi a Disney+ i Hulu. El gener de 2024, Disney va anunciar que, després de tres setmanes, el primer episodi havia estat vist per 26.2 milions de persones. Els quatre següents episodis van ser visualitzats per, com a mínim, 10 milions d'espectadors durant la primera setmana. En total, la sèrie va ser vista durant més de 110 milions d'hores, després d'estar set setmanes a Disney+ i Hulu. Segons Whip Media's TV Time, Percy Jackson and the Olympians va ser la sèrie original més vista en totes les plataformes de streaming als Estats Untits en les setmanes acabades el 28 de gener de 2024 i el 4 de febrer de 2024.

### Crítica
Al lloc web Rotten Tomatoes, el 92% de les opinions de 60 crítics de la primera temporada són positives, amb una nota mitjana de 7.3 sobre 10. A Metacritic, té una nota de 73 sobre 100, basada en les opinions de 26 crítics, indicant "opinions generalment favorables".
Varis crítics han elogiat el càsting, sobretot de Scobell, Jeffries i Simhadri, les escenes d'acció i els efectes visuals. Nicole Drum, de ComicBook, va elogiar un "dels millors repartiments en una sèrie de televisió, interpretacions fantàstiques" i la construcció del món fictici. Matthew Creith, de The Wrap va elogiar el guió, descrivint-lo com a "ràpid, amb una acció estel·lar, que fa del viatge de Percy una història que ajuda a impulsar el jove cap a direccions emocionants". Kathryn Porter va comentar que amb aquesta adaptació de The Lightning Thief, s'ha aconseguit el que "fa més d'una dècada que s'està esperant".

### Premis i nominacions
| Any  | Premis                            | Categoria                                                         | Nominat(s)                                                         | Resultat | Ref.          |
| ---- | --------------------------------- | ----------------------------------------------------------------- | ------------------------------------------------------------------ | -------- | ------------- |
| 2023 | Hollywood Music in Media Awards   | Tema principal – Sèrie de televisió/Minisèrie                     | Bear McCreary                                                      | Nominat  | [ 84 ]        |
| 2024 | Family Film and TV Awards         | Millor repartiment (televisió)                                    | Repartiment                                                        | Nominat  | [ 85 ] [ 86 ] |
| 2024 | Directors Guild of America Awards | Millor direcció – Programa per a nens                             | James Bobin (per "I Accidentally Vaporize My Pre-Algebra Teacher") | Nominat  | [ 87 ]        |
| 2024 | NAACP Image Awards                | Millor interpretació jove (Sèrie, especial, telefilm o minisèrie) | Leah Sava Jeffries                                                 | Pendent  | [ 88 ]        |